# Pfälzischer Merkur
Pour l’article homonyme, voir Merkur.
Le Pfälzischer Merkur est un journal quotidien allemand local diffusé à Deux-Ponts, Land de Rhénanie-Palatinat.

## Histoire
Le Pfälzischer Merkur est fondé en 1713 et est, après le Hildesheimer Allgemeine Zeitung, fondé en 1705, le deuxième plus ancien quotidien allemand encore publié aujourd'hui.
En 1980, la maison d'édition voisine du Saarbrücker Zeitung rachète le Pfälzischer Merkur. Les titres et les maisons d'édition sont formellement gérés de manière indépendante. À cette époque, la Saarbrücker Zeitung Medienhaus est détenue majoritairement par le groupe Holtzbrinck. Le groupe Holtzbrinck et le Trierischer Volksfreund, également racheté plus tard, forment le Saarbrücker Zeitungsgruppe à partir des trois titres.
En 2012, Holtzbrinck abandonne son activité de presse régionale et vend sa part de 52,33% de Saarbrücker Zeitungsverlag à l'actionnaire minoritaire, la Gesellschaft für bürgerliche Bildung Saar mbH (GSB). La GSB ne souhaite conserver les actions que temporairement. Le 1er janvier 2013, elle vend 56% de l'entreprise au Rheinische Post Mediengruppe, qui reprend la gestion entrepreneuriale et intègre les quotidiens du groupe dans son groupe tout en conservant les structures d'entreprise.

## Diffusion
La zone de diffusion du journal se situe au sud-ouest de l'ancienne région du Palatinat bavarois. Dans les limites territoriales actuelles, outre la ville de Deux-Ponts, elle comprend les Verbandsgemeinde de Zweibrücken-Land et de Thaleischweiler-Wallhalben dans l'arrondissement du Palatinat-Sud-Ouest ainsi que la plus grande partie de l'arrondissement de Sarre-Palatinat, dans la Sarre avec Bexbach, Blieskastel, Gersheim, Homburg et Kirkel.
En Rhénanie-Palatinat, le Pfälzische Merkur est en concurrence avec Die Rheinpfalz, qui paraît à Ludwigshafen. Dans la Sarre, il rivalise avec le Saarbrücker Zeitung.